# Il marchio del bruto
Il marchio del bruto (Raw Edge) è un film del 1956 diretto da John Sherwood.
È un film western statunitense con Rory Calhoun e Yvonne De Carlo.

## Trama
Nel selvaggio Oregon del 1842, Gerald Montgomery, ricco proprietario terriero, detta leggi spietate, tra cui una norma brutale: ogni donna non sposata può essere reclamata come compagna da qualsiasi uomo. Quando sua moglie Hannah viene aggredita una notte nella stalla da un uomo non identificato, Montgomery ne approfitta per accusare il suo rivale, Dan Kirby, e chiederne così la sua impiccagione. La moglie di Dan, l’indiana Paca, corre da Hannah per chiederle aiuto. Convinta dell’innocenza di Dan, la donna accetta, ma il loro intervento è tardivo: l’uomo viene giustiziato. Sapendo di essere ora vulnerabile alla legge che considera le donne sole “disponibili”, Paca cerca di tornare alla sua tribù. Inseguita da un gruppo di uomini, trova un alleato nell’indiano Five Crows, che tenta di proteggerla ma viene uccise e Sile Doty, il brutale caposquadra di Montgomery, cattura Paca e la rivendica come sua proprietà. In questo clima teso, arriva un forestiero: Tex Kirby , ex Ranger del Texas e fratello di Dan. Dopo aver trovato il cadavere impiccato del fratello, Tex si dirige in città e poi al ranch di Doty, dove incontra Paca. La donna lo riconosce subito e gli racconta la verità sulla morte di Dan e sulla sua prigionia. Deciso a ottenere giustizia, Tex si stabilisce nei dintorni del ranch di Montgomery, aspettando che questi ritorni. Nel frattempo, Tarp Penny, un giovane violento e ambiguo, e suo padre Pop Penny, entrambi uomini di Montgomery, intuiscono che il proprietario potrebbe essere in pericolo: gli indiani stanno preparando una rivolta per vendicare Five Crows. Pensando che Montgomery non sopravviverà, decidono di sfruttare la situazione per reclamare Hannah. Si unisce a loro anche Johnny, un giocatore d’azzardo senza scrupoli, anch’egli attratto dal potere e dalle terre che deriverebbero dal possesso della donna. I tre si ritrovano così al ranch e tarp e Pop litigano fra di loro per "aggiudicarsi" la donna. Mentre gli uomini litigano, Hannah scappa ma Tarp la insegue e la raggiunge e poi cerca di approfittare di lei, Hannah si rende conto che è stato Tarp a aggredirla nel fienile. Ne segue una colluttazione cui mette fine l'intervento di Tex che salva la donna ed allontana Tarp e, convinto dalla donna, desiste dal farsi giustizia da solo. Nel frattempo, Doty insieme a Paca raggiunge Montgomery per avvertirlo della minaccia rappresentata da Tex e dagli indiani in cerca di vendetta per la morte di Five Crows. Quando gli indiani circondano Montgomery, questi tenta un ultimo inganno: offrirà un colpevole agli indigeni in cambio della salvezza, pensando di sacrificare Tex. Tuttavia, grazie a Paca che rivela al capo tribù la verità, il suo piano fallisce e gli indiani si vendicano uccidendolo. Il confronto finale vede Tex affrontare Tarp in un duello spietato e senza esclusione di colpi.

## Produzione
Il film, diretto da John Sherwood su una sceneggiatura di Harry Essex e Robert Hill con il soggetto di William Kozlenko e James Benson Nablo, fu prodotto da Albert Zugsmith e Michael Baird per la Universal International Pictures e girato nel Jack Garner Ranch (San Bernardino National Forest), a Palm Springs e a Idyllwild, in California. Originariamente nel cast doveva essere presente anche Lita Baron, al tempo moglie di Rory Calhoun. Poco prima dell'inizio delle riprese, l'autore del soggetto James Benson Nablo morì di inferto.

## Distribuzione
Il film fu distribuito con il titolo Raw Edge negli Stati Uniti dal 24 marzo 1956 al cinema dalla Universal Pictures.
Altre distribuzioni:
- in Svezia il 22 ottobre 1956 (Hämnaren från vildmarken)
- in Germania Ovest il 10 novembre 1956 (Die Meute lauert überall)
- in Austria nel febbraio del 1957 (Die Meute lauert überall)
- in Finlandia il 23 gennaio 1959 (Vahvemman laki)
- in Spagna (En el límite del desierto)
- in Grecia (Mia sfaira gia ton tyranno)
- in Brasile (Onda de Paixões)
- in Italia (Il marchio del bruto)

## Critica
Secondo il Morandini il film è "uno dei western di serie B della Universal".